# Katzenjammer Kauderwelsch
Katzenjammer Kauderwelsch ist ein deutscher Dokumentarfilm von Martina Fluck aus dem Jahr 2019. Er behandelt die Lebensgeschichte der Brüder Rudolph und Gustav „Gus“ Dirks, die mit ihren Comics The Katzenjammer Kids und Latest News from Bugville zu Pionieren des Genres wurden.

## Inhalt
Die Regisseurin Martina Fluck und der Comiczeichner Tim Eckhorst begeben sich auf die Spurensuche nach den bedeutenden Söhnen ihrer Stadt Heide in Schleswig-Holstein, Rudolph und Gus Dirks, die 1884 mit ihrer Familie nach Chicago auswanderten. Mit sich nahmen die Dirks die Bildgeschichtentradition eines Wilhelm Busch und erfanden dazu Sprechblasen, lautmalende Buchstabenfolgen und Bewegungslinien und wurden so zu Mitbegründern des modernen Comics. Fluck und Eckhorst kommen mit berühmten Comiczeichnern wie dem 91-jährigen Hy Eisman zusammen und entdecken die Künstlerkolonie Ogunquit in Maine, wo Rudolph bis zu seinem Tod 1968 seinen Sommersitz hatte. Nachkommen der Dirks liefern eine mögliche Erklärung, warum Gus Dirks schon 66 Jahre vor seinem älteren Bruder Rudolph freiwillig aus dem Leben schied.
Der im Stil eines Roadmovies gedrehte Dokumentarfilm verbindet Realaufnahmen mit gezeichneten Passagen von Tim Eckhorst, die teilweise vor der Kamera direkt entstehen.

## Produktion und Veröffentlichung
Katzenjammer Kauderwelsch wurde von Martina Flucks eigener Firma Yucca Filmproduktion produziert und vom Ministerium für Bildung, Wissenschaft und Kultur, der Kulturstiftung des Landes Schleswig-Holstein, und der Filmförderung Hamburg Schleswig-Holstein (Filmwerkstatt Kiel) gefördert. Der Film wurde am 3. November 2019 auf den 61. Nordischen Filmtagen Lübeck uraufgeführt und startete am 30. Januar 2020 eine innerdeutsche Kinotour, die aufgrund der coronabedingten Kinoschließungen im März 2020 für mehrere Monate unterbrochen werden musste.